# Lista de seleções participantes da Copa do Mundo de 2002
A Copa do Mundo FIFA de 2002 foi disputada na Coreia do Sul e no Japão por 32 seleções de futebol, com o Brasil sagrando-se campeão após derrotar a Alemanha na final. Cada uma das 32 seleções teve o direito de alistar 23 jogadores. Cada jogador mantém o mesmo número da camisa durante todos os jogos da Copa. Segue-se uma lista das seleções participantes:

## Grupo A
Dinamarca
 França
 Senegal
 Uruguai

## Grupo B
Eslovênia
 Espanha
 Paraguai
 África do Sul

## Grupo C
Brasil
 China
 Costa Rica
 Turquia

## Grupo D
Coreia do Sul
 Estados Unidos
 Polónia
 Portugal

## Grupo E
Alemanha
 Irlanda
 Camarões
 Arábia Saudita

## Grupo F
Argentina
 Inglaterra
 Nigéria
 Suécia

## Grupo G
Croácia
 Equador
 Itália
 México

## Grupo H
Bélgica
 Japão
 Rússia
 Tunísia